# Estados Unidos de la Gran Austria
Los Estados Unidos de la Gran Austria (en alemán: Vereinigte Staaten von Groß-Österreich) fue una idea creada por un grupo de académicos cercanos al Archiduque Francisco Fernando de Austria que no prosperó. Esta propuesta específica fue concebida por el intelectual rumano de origen transilvano Aurel Popovici en 1906. La idea proponía la federalización del Imperio austrohúngaro para evitar la independencia de regiones con etnias minoritarias.

## Descripción

Los grupos étnicos de la Gran Austria.

A principios del siglo XX, el mayor problema que enfrentaba la monarquía dual del Imperio austrohúngaro fue que constaba de once grupos étnicos diferentes, de los cuales, sólo dos, alemanes y húngaros (que juntos representaban alrededor del 44 % de la población total) ejercían algún tipo de poder o control en el territorio. De las otras ocho agrupaciones, sólo los croatas habían obtenido una limitada autonomía en el Reino de Croacia, dejando al resto (checos, polacos, ucranianos, rumanos, eslovacos, serbios, eslovenos e italianos) apenas sin representación administrativa. La idea del sistema dual de la monarquía de 1867, provino cuando el antiguo Imperio austríaco se dividió en dos reinos, uno dominado por los alemanes, el otro dominado por los húngaros. Sin embargo, después de diversas manifestaciones, levantamientos y actos de terrorismo, se hizo muy evidente que la idea que los dos grupos étnicos dominaran los otros nueve no podría sobrevivir. Francisco Fernando era partidario de rehacer la relación entre las distintas nacionalidades y la dupla Austria-Hungría.
El proyecto de Aurel Popovici planeaba redibujar radicalmente el mapa del Imperio austrohúngaro, creando una serie de «Estados» étnica y lingüísticamente homogéneos y semiautónomos. Todos juntos serían parte de una Confederación mayor que cambiaría el nombre de Imperio de Austria-Hungría, al de Estados Unidos de la Gran Austria. Este plan calmaría los sentimientos nacionalistas, además de mantener el equilibrio de poder entre las etnias. La idea encontró oposición pesada de la parte húngara de la monarquía dual, esta reforma política y territorial causaría una importante pérdida territorial para Hungría.
Sin embargo, el Archiduque fue asesinado en Sarajevo en 1914, desencadenando la Primera Guerra Mundial, dejando truncada cualquier reforma. Tras la derrota austrohúngara, se crearon nuevos Estados nacionales con fronteras definidas, que a menudo artificiales, dieron paso a la indetenible desaparición del Imperio. Austria también tuvo que ceder territorios austrohúngaros a los países vecinos existentes, por las potencias victoriosas de Entente.

## Estados propuestos por Aurel Popovici

Mapa de la propuesta de los Estados Unidos de la Gran Austria, por Popovici, 1906.

La idea vino del revolucionario húngaro Luis Kossuth, que propuso transformar el imperio Habsburgo en un llamado «Estado del Danubio», un Estado federal con regiones autónomas. Se suponía que los siguientes territorios se convierten en los Estados de la Federación después de la reforma.
| Nombre en alemán   | Nombre en español   | Territorio en la actualidad                                           | Etnia mayoritaria     |
| ------------------ | ------------------- | --------------------------------------------------------------------- | --------------------- |
| Deutsch-Österreich | Austria Alemana     | Austria Tirol del Sur (Italia) Sur de República Checa                 | Alemanes              |
| Deutsch-Böhmen     | Bohemia Alemana     | Noroeste y norte de República Checa                                   | Alemanes              |
| Deutsch-Mähren     | Moravia Alemana     | Noreste de República Checa                                            | Alemanes              |
| Böhmen             | Bohemia             | Centro y este de República Checa                                      | Checos                |
| Slowakenland       | Eslovaquia          | Gran parte de Eslovaquia                                              | Eslovacos             |
| West-Galizien      | Galitzia occidental | Parte del sur de Polonia                                              | Polacos               |
| Ost-Galizien       | Galitzia oriental   | Parte del sureste de Polonia y el oeste de Ucrania                    | Ucranianos            |
| Ungarn             | Hungría             | Hungría Sur de Eslovaquia Norte de Vojvodina (Serbia)                 | Húngaros              |
| Seklerland         | País sículo         | Parte del centro de Rumania                                           | Húngaros              |
| Siebenbürgen       | Transilvania        | Norte, oeste y centro de Rumania Parte del suroeste de Ucrania        | Rumanos               |
| Trento             | Trentino            | Parte del noreste de Italia                                           | Italianos             |
| Triest             | Trieste             | Partes del noreste de Italia, oeste de Eslovenia y noreste de Croacia | Italianos y eslovenos |
| Krain              | Carniola            | Gran parte de Eslovenia                                               | Eslovenos             |
| Kroatien           | Croacia             | CroaciaBosnia y Herzegovina Srem (Serbia) Boka Kotorska (Montenegro)  | Croatas y serbios     |
| Woiwodina          | Voivodina           | Partes del norte de Serbia y noreste de Croacia                       | Serbios y croatas     |

Además,los distintos enclaves de habla alemana en distintas partes del imperio (Como en Hungría,Transilvania,o el Banato) iban a tener autonomía dentro de sus respectivos estados.

La gran diversidad de orígenes, idiomas, costumbres y mentalidades de las diferentes nacionalidades requiere, para todo el imperio de los Habsburgo, una cierta forma de estado, la cual pueda garantizar que ni una sola nacionalidad sea amenazada, obstruida u ofendida en su vida política nacional, en su desarrollo privado, en su orgullo nacional, en una palabra - en su forma de sentir y vivir.
Aurel Popovici, 1906